# Долгиново (Смоленская область)
Долгиново — деревня в Дорогобужском районе Смоленской области России. Входит в состав Кузинского сельского поселения. 
Население — 16 жителей (2007 год). 
Расположена в центральной части области в 16 км к юго-западу от Дорогобужа, в 13 км западнее автодороги Р137 Сафоново — Рославль, на берегу реки Могильня. В 26 км южнее деревни находится железнодорожная станция Нежода на линии Смоленск—Сухиничи. 

## История
В годы Великой Отечественной войны деревня была оккупирована гитлеровскими войсками в октябре 1941 года, освобождена в сентябре 1943 года .